# La Nación (Argentina)
La Nación és un diari matutí argentí, editat a la ciutat de Buenos Aires. Fou fundat per qui havia estat president de la República Argentina Bartolomé Mitre (1821-1906) i el seu primer exemplar es va publicar el 4 de gener del 1870. El diari té una tirada de 108.000 exemplars de mitjana. És d'àmbit nacional, s'escriu en castellà i és de contingut generalista. El seu lema “La Nació serà una tribuna de doctrina”.